# The Black Sabbath Story, Vol. 1
The Black Sabbath Story Vol. 1 - 1970-1978 es un vídeo documental de la banda de heavy metal inglesa Black Sabbath. Narra la historia de la agrupación en sus primeros años con el vocalista Ozzy Osbourne, y contiene videoclips y actuaciones en vivo.

## Canciones
1. "N.I.B."
2. "Paranoid"
3. "War"
4. "Children of the Grave"
5. "Snowblind"
6. "Sabbath Bloody Sabbath"
7. "Symptom of the Universe"
8. "It's Alright"
9. "Rock 'n' Roll Doctor"
10. "Never Say Die"

## Personal
- Ozzy Osbourne
- Tony Iommi
- Geezer Butler
- Bill Ward

## Ventas
RIAA (Estados Unidos)
| Fecha                   | Certificación | Ventas  |
| ----------------------- | ------------- | ------- |
| 12 de noviembre de 2002 | Oro           | 50,000  |
| 12 de noviembre de 2002 | Platino       | 100,000 |

CRIA (Canadá)
| Fecha             | Certificación | Ventas |
| ----------------- | ------------- | ------ |
| 14 de marzo, 2003 | Oro           | 5,000  |